# Constança Claramunt de Sicília
Constança de Claramunt (en català), Constanza Chiaramonti (en sicilià) o Costanza Chiaramonte o Chiaromonte (en italià) (1377 circa – 1423), fou una reina de Nàpols, de Sicília i d'Hongria, pertanyent a la família catalana dels Claramunt, establerta a Sicília a partir del control de l'illa per part del rei català Pere el Gran, després l'episodi de les Vespres Sicilianes. Abans d'arribar a Sicília, la famila dels Claramunt va estar-se a Occitània i França, on eren coneguts com Clermont o Clermond. Constança Claramunt fou la primera muller del rei Ladislau I de Nàpols i d'Hongria i era filla de Manfred III de Claramunt (en català) o Manfredi III Chiaramonti (en sicilià), comte de Mòdica. Va ser reina entre els anys 1389i 1392.

## Biografia
Fou filla de Manfred de Claramunt o Chiaramonti, comte de Mòdica, aleshores l'estat feudal més important de l'illa de Sicília, a més d'almirall i gran senescal del regne de Sicília, vicari i mestre justicier. La seva mare fou Eufemia Ventimiglia, filla d'un altre vicari del regne sicilià, el comte de Geraci, Francesc II Ventimiglia.
El seu pare Manfredi fou nomenat vicari del Regne de Sicília el 1377, per disposició testamentària del moribund rei de la corona catalana Frederic III de Sicília. L'interregne, que va durar diversos anys, va comportar que la bella i molt rica filla del vicari, Costança o Constanza, fos demanada en matrimoni per Margarida de Durazzo, amb la intenció de casar-la amb seu fill, de tretze anys, Ladislau I d'Anjou (1376 - 1414), rei de Nàpols i d'Hongria. La dot aportada per la núvia va ascendir, probablement, a més de dotze mil unces d'or i va servir per refinançar l'esgotada cort angevina de Nàpols.
Sis galeres (quatre del pare de la núvia i dos dels ambaixadors de la mare de Ladislau) van sortir de Sicília cap a la vila italiana de Gaeta per acompanyar la futura núvia. La processó nupcial va arribar al port de Gaeta el 6 de setembre. El matrimoni es va estipular al castell de Gaeta, on Ladislao havia residit durant dos anys amb la seva mare Margarida, el 21 de setembre de 1389. La celebració solemne, probablement, es devia fer el 15 d'agost de l'any següent, després de l'elecció del nou papa Bonifaci IX.

## Traïció als catalans i caiguda en desgràcia
Tanmateix, l'acostament dels Claramunt de Sicília als angevins, i la conseqüent traïció a la casa reial catalana, va comportar molts problemes als Claramunt de Sicília.
Manfred Chiaramonte, oblidant el seu llinatge d'origen català i els favors rebuts per la corona catalana envers el seu pare i la seva família, es va mostrar hostil al control català de Sicília i es va apropar a les pretensions dels angevins, que ara afavorien a la seva filla amb la seva boda amb el rei Ladisau.
Aquest canvi va ocasionar la desgràcia de la família, que fou destruïda pels catalans. Manfred morí dement i els seus fills Simó i Andreu, germans de Constança, foren degradat, el primer, i degollat, el segon, pels homes del monarca català Martí I de Sicília (Martí el Jove). Andrea Chiaramonte (Andreu de Claramunt) fou decapitat l'1 de juny de 1392, a Palerm.

## Constança és repudiada pel rei angeví
Pel que fa a Constança, només va poder ser reina de Nàpols tres anys, atès que va ser repudiada pel seu marit. El rebuig de la reina Constança per part del rei angeví va tenir lloc el primer diumenge de juliol, mentre era a missa amb Ladislau.
Va ser repudiada amb l'aprovació del Papa. Bonifaci IX, qui va acceptar que el bisbe de Càpua, durant la missa, llegís sobtadament l'acte de repudi, retirant l'anell de noces a la núvia, per retornar-lo al rei Ladislau. El matrimoni es va dissoldre amb el pretext de la minoria d'edat dels contractants en el moment de la boda.
Ladislau I de Nàpols va casar-se, en segones núpcies, el 12 de febrer de 1403, amb Maria de Lusignan, filla del rei de Xipre, Jaume I de Lusignan.
Constança, per la seva banda, fou obligada pel rei angeví a casar-se amb Andrea de Capua, comte d'Altavilla (1374-1425), un 16 de desembre de 1395, amb una dot de tres mil ducats. Constança, amb orgull i en veu alta, a la plaça pública, va cridar al seu nou marit: "pots presumir de tenir la dona del teu rei com a concubina".
No se sap gaire més de la resta de la seva vida, que va caure gairebé en l'anonimat. Es creu que probablement va morir el 1423.
Al majestuós mausoleu del rei Ladislau, construït per ordre de la seva germana Joana II d'Anjou, al darrere de l'altar major de l'església de San Giovanni a Carbonara de Nàpols, del segle XIV, encara s'hi troben els noms, gravats en relleu al pedestal, de les seves tres mullers, inclosa Costanza Chiaramonte.

## Descendència
Constança no va donar fills al seu primer marit, el rei de Nàpols Ladislau, probablement per la seva molt jove edat.
Del matrimoni amb el seu segon marit, Andrea Di Capua, comte d'Altavilla, van néixer:
- Maria, que es va casar primer amb Francesco Cantelmo, comte de Popoli, (sense fills) i després amb Baldassarre Della Ratta, comte de Caserta;
- Luigi (1418 - 1443), comte d'Altavilla, que es va casar amb Altobella Pandone, filla del comte de Venafro Francesco Pandone.